# Санта-Мария-делла-Паче (титулярная церковь)
Титулярная церковь Санта-Мария-делла-Паче (лат. Titulus Sanctae Mariae ad Montes) — титулярная церковь была создана Папой Сикстом V 13 апреля 1587 года апостольской конституцией Religiosa. Титулярная церковь принадлежит барочной церкви Санта-Мария-делла-Паче, расположенной в районе Рима Монти, на пьяцца Санта-Мария-делла-Паче, недалеко от пьяцца Навона.

## Список кардиналов-священников титулярной церкви Санта-Мария-делла-Паче
- Антонио Мария Сальвиати — (20 апреля 1587 — 23 апреля 1600, назначен кардиналом-священником Сан-Лоренцо-ин-Лучина);
- Фламинио Пьятти — (24 апреля 1600 — 1 ноября 1613, до смерти);
- Джакомо Серра — (28 сентября 1615 — 19 августа 1623, до смерти);
- Алессандро д’Эсте — (2 октября 1623 — 13 мая 1624, до смерти);
- Мельхиор Клезль — (1 июля 1624 — 18 сентября 1630, до смерти);
- Фабрицио Вероспи — (5 сентября 1633 — 27 января 1639, до смерти);
- Маркантонио Франчотти — (19 декабря 1639 — 8 февраля 1666, до смерти);
- Джакомо Филиппо Нини — (15 марта 1666 — 11 августа 1680, до смерти);
- Стефано Бранкаччо — (22 сентября 1681 — 8 сентября 1682, до смерти);
- Карло Барберини — (27 сентября 1683 — 30 апреля 1685, назначен кардиналом-священником Сан-Лоренцо-ин-Лучина);
- Джакомо Францони — (30 апреля 1685 — 10 ноября 1687, назначен кардиналом-епископом Порто и Санта Руфина);
- Августин Михал Стефан Радзиевский — (14 ноября 1689 — 11 октября 1705, до смерти);
- Лоренцо Фиески — (25 июня 1706 — 1 мая 1726, до смерти);
- Дамиан Хуго Филипп фон Шёнборн-Буххайм — (1726 — 1743, до смерти);
- Карло Альберто Гвидобоно Кавалькини — (23 сентября 1743 — 12 февраля 1759, назначен кардиналом-епископом Альбано);
- Антонио Марино Приули — (13 июля 1759 — 19 апреля 1762, назначен кардиналом-священником Сан-Марко);
- Маркантонио Колонна младший — (19 апреля 1762 — 25 июня 1784, назначен кардиналом-священником Сан-Лоренцо-ин-Лучина);
  - вакантно (1784 — 1789);
- Иньяцио Буска — (3 августа 1789 — 18 декабря 1795, назначен кардиналом-священником Санта-Мария-дельи-Анджели-э-деи-Мартири);
- Карло Беллизоми — (18 декабря 1795 — 18 сентября 1807, назначен кардиналом-священником Санта-Прасседе);
  - вакантно (1807 — 1817);
- Антонио Габриэле Североли — (1 октября 1817 — 8 сентября 1824, до смерти);
  - вакантно (1824 — 1828);
- Карло Педичини — (15 декабря 1828 — 5 июля 1830, назначен кардиналом-епископом Палестрины);
  - вакантно (1830 — 1832);
- Джузеппе Антонио Сала — (24 февраля 1832 — 23 июня 1839, до смерти);
  - вакантно (1839 — 1842);
- Чарльз Джэнуариус Актон — (27 января 1842 — 21 декабря 1846, назначен кардиналом-священником Сан-Марко);
- Пьер Жиро — (4 октября 1847 — 17 апреля 1850, до смерти);
  - вакантно (1850 — 1854);
- Хуан Хосе Бонель-и-Орбе — (30 ноября 1854 — 11 февраля 1857, до смерти);
  - вакантно (1857 — 1862);
- Фернандо де ла Пуэнте-и-Прима де Ривера — (21 мая 1862 — 12 марта 1867, до смерти);
  - вакантно (1867 — 1869);
- Хуан де ла Круз Игнасио Морено-и-Майсонаве — (22 ноября 1869 — 28 августа 1884, до смерти);
  - вакантно (1884 — 1886);
- Доменико Агостини — (7 июня 1886 — 31 декабря 1891, до смерти);
- Майкл Лог — (19 января 1893 — 19 ноября 1924, до смерти);
- Патрик Джозеф О’Доннелл — (17 декабря 1925 — 22 октября 1927, до смерти);
- Август Хлонд, S.D.B. — (22 декабря 1927 — 22 октября 1948, до смерти);
- Морис Фельтен — (15 января 1953 — 27 сентября 1975, до смерти);
  - вакантно (1975 — 1979);
- Иосиф Асадзиро Сатоваки — (30 июня 1979 — 8 августа 1996, до смерти);
  - вакантно (1996 — 2001);
- Франсиско Хавьер Эррасурис Осса, P. di Schönstatt — (21 февраля 2001 — по настоящее время).